# Iglesia de Nuestra Señora de la Visitación (Somaén)
La iglesia parroquial de Nuestra Señora de la Visitación de Somaén, localidad perteneciente al municipio de Arcos de Jalón (provincia de Soria, España) es un templo de una sola nave, con presbiterio cuadrado y tiene en su interior dos arcos fajones de sillería, toda ella es de mampostería, excepto las esquinas, la parte superior de la espadaña y el contrafuerte, que son de sillería caliza. 

## Descripción
La cubierta de la nave es un artesonado de par y nudillo con tirantes pareados, apoyados sobre ménsulas de madera. En su maderamen está escrita la fecha de la construcción. El interior del presbiterio es un artesonado ochavado a cuatro aguas con tirantes esquineros, que conserva parte de la policromía en la decoración de los entablados y tabicas.
Adosados a sus gruesos muros de mampostería, está la sacristía junto al altar mayor, y una capilla, adosada a este, con bóveda barroca con adornos de angelotes y lambrequines. Al otro lado está la entrada, a la que se accede desde un pequeño atrio y una capilla resuelta con bóveda de arista. Junto al arco fajón del presbiterio, en el lado del evangelio, hay un púlpito o ambón con copete y escalera de acceso embutida en el muro. 
El retablo del frente del altar mayor es una obra barroca muy buena, tallada en madera sobredorada con pan de oro y con las imágenes policromadas de los cuatro evangelistas: San Juan, San Lucas, San Mateo y San Marcos, que aparecen acompañados de sus respectivas figuras simbólicas: El Águila, El Buey, El Joven y El León.
A los pies de la Iglesia, encima de la pila bautismal de piedra, está el coro, desde el que se accede por una escalera al campanario de la espadaña. La espadaña con tres vanos para las campanas, está rematada por pináculos de piedra coronados por bolas y con una imposta que separa el último cuerpo del anterior.
- Datos: Q5638662